# Petrichus marmoratus
Petrichus marmoratus es una especie de araña del género Petrichus, familia Philodromidae. Fue descrita científicamente por Simon en 1886.

## Distribución
Esta especie se encuentra en Argentina.